# Nütterden
Nütterden is een dorp in de Duitse gemeente Kranenburg. Op 1 januari 2018 telde Nütterden 3.008 inwoners. Op 1 januari 2016 telde het dorp 2.989 inwoners. 
Nütterden werd in 720 voor het eerst genoemd. In de Tweede Wereldoorlog werd de Slag om het Reichswald in de omgeving uitgevochten en bij Nütterden waren twee bunkers gelegen. De St. Antoniuskerk stamt uit 1853 en tot in de 18e eeuw lag kasteel Haus Klarenbeck in de directe omgeving.

## Verenigingen
- Atletiekvereniging: Leichtathletik Nütterden
- Jongerenorganisatie: Ferienlager Nütterden e.V.[2]
- Konijnenteeltvereniging: Kaninchenzuchtverein Nütterden
- Koor: Kath. Kirchenchor Nütterden[3]
- Muziekvereniging: Musikzug der ASG Nütterden
- Postduifvereniging: Brieftaubenverein "Luftbote" Nütterden[4]
- Schutterij: Allgemeine Schützengesellschaft e.V. Nütterden
- Schutterij: St. Johannes-Schützenbruderschaft 1532 Nütterden[5]
- Voetbal- en breedtesportvereniging: SV 1927 Nütterden[6]
- Zang- en speelmenigte: Sing- und Spielschar Nütterden

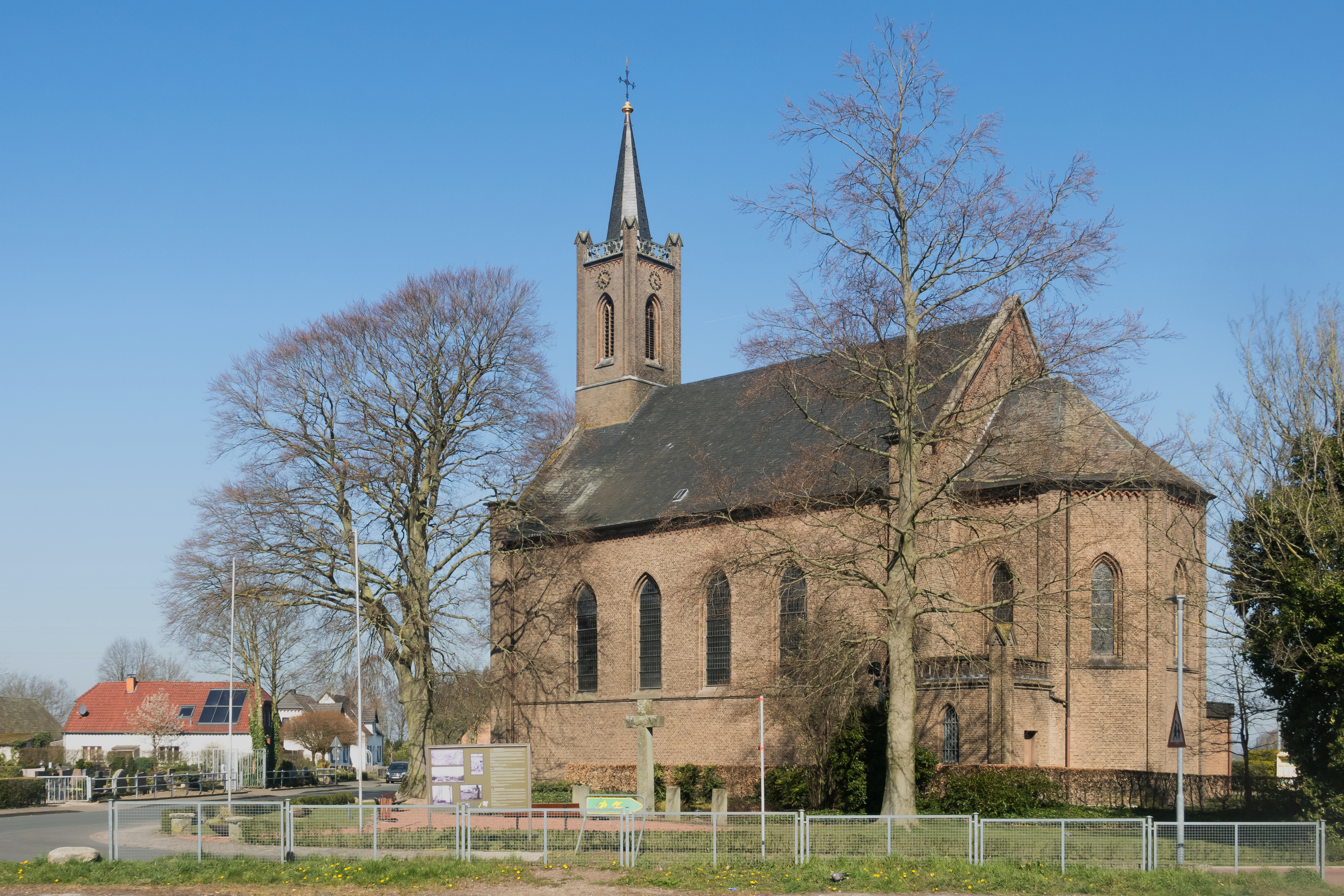
De St. Antoniuskerk

Frasselt · Grafwegen · Kranenburg · Mehr · Niel · Nütterden · Schottheide · Wyler · Zyfflich